# Calle Pimienta (Sevilla)
La calle Pimienta es una vía pública de la ciudad española de Sevilla.

## Descripción
La vía discurre desde la calle Gloria hasta Agua. Aparece descrita en la Noticia histórica del origen de los nombres de las calles de esta ciudad de Sevilla (1839) de Félix González de León con las siguientes palabras:

Calle de la Pimienta. Es perteneciente al cuartel B. y á la parroquia de santa Cruz, y perteneció á la antigua Alhamia. No sé porque se llama asi, no tiene nada que observar, es angosta y pasa desde la calle de los Venerables á la del Agua.
(González de León, 1839, p. 398)